# Atylotus agricola
Atylotus agricola är en tvåvingeart som först beskrevs av Christian Rudolph Wilhelm Wiedemann 1828.  Atylotus agricola ingår i släktet Atylotus och familjen bromsar. Inga underarter finns listade i Catalogue of Life.